# Xiurenbagrus
Xiurenbagrus es un género de peces actinopeterigios de agua dulce, distribuidos por ríos de Asia.

## Especies
Existen tres especies reconocidas en este género:
- Xiurenbagrus dorsalis Xiu, Yang y Zheng, 2014
- Xiurenbagrus gigas Zhao, Lan y Zhang, 2004
- Xiurenbagrus xiurenensis (Yue, 1981)